# 桜えびやきそば
桜えびやきそば（さくらえびやきそば）は、静岡県静岡市清水区蒲原地区で提供される焼きそばで、ご当地グルメである。

## 概要
蒲原のご当地グルメ焼きそばで、特産である桜海老を加え、最後に同じく蒲原特産のいわし削り粉をかけるのが特徴。麺は一般的に富士宮やきそばと同様の、太く腰のある小麦粉の麺が用いられ、ソース味のものが一般的である。富士宮やきそばもいわし削り粉を使い、一部に桜海老を焼き入れるものもあるが、肉かす（油かす）を使う点などで、蒲原のものとは違いがある。
2008年に地元で桜えびやきそば普及会が結成され、2009年にはセブン-イレブンからも商品化され、静岡県限定で発売された。